# Бельфор Ренар, Жак
Жак Ренар Бельфор (фр. Jacques Renard Belfort; 26 декабря 1753, Тенкри — 18 января 1819, Париж) — французский военный деятель, бригадный генерал (1805 год), барон (1809 год), участник революционных и наполеоновских войн.

## Биография
Начал военную службу 17 апреля 1770 года в Королевском Нормандском кавалерийском полку. 20 ноября 1773 года произведён в бригадиры, 1 февраля 1775 года — вахмистр, 15 мая 1778 года — фурьер и 22 мая 1785 года — аджюдан. 1 июня 1789 года получил почётную должность знаменосца, 1 апреля 1791 года — младший лейтенант, 17 июня 1792 года — лейтенант и 12 мая 1793 года — капитан. 10 ноября 1793 года был награждён званием командира эскадрона, а через 11 дней стал полковником.
10 апреля 1794 года был назначен командиром 12-го кавалерийского полка, и выполнял данные функции до 8 июня 1794 года, когда был снял с должности. 27 января 1795 года реабилитирован. 1 мая 1796 года вновь возглавил 12-й полк. Сражался в рядах Рейнско-Мозельской, Германской и Рейнской армий. Участвовал в сражениях при сражение при Биберахе, Энгене, Мескирхе и Гогенлиндене. С 24 сентября 1803 года полк стал называться 12-м кирасирским. В составе дивизии Нансути участвовал в Австрийской кампании 1805 года, отличился при Аустерлице.
24 декабря 1805 года произведён в бригадные генералы. 24 апреля 1810 года был назначен командующим гарнизона Флоренции. В июне 1814 года вернулся во Францию и вышел в отставку. Умер 18 января 1819 года в Париже.

## Титулы
- Барон Бельфор-Ренар и Империи (фр. baron Belfort-Renard et de l'Empire; декрет от 19 марта 1808 года, патент подтверждён 18 июня 1809 года)[2].

## Награды
Кавалер ордена Почётного легиона (11 декабря 1803 года)
 Офицер ордена Почётного легиона (14 июня 1804 года)
 Командор ордена Почётного легиона (25 декабря 1805 года)